# Катаев, Илья Евгеньевич
Илья́ Евге́ньевич Ката́ев (2 марта 1939, Москва — 20 июня 2009) — советский композитор, американский русскоязычный радиоведущий. Сын писателя Евгения Петрова.

## Биография
Сын писателя Евгения Петрова, назван в честь соавтора отца — Ильи Ильфа (1897—1937).
Окончил Музыкально-педагогический институт имени Гнесиных по классу теории музыки (1961) и классу композиции Г. И. Литинского (1964). В 1961—1962 годах преподавал в музыкальном училище в Благовещенске. В 1962—1966 годах был преподавателем музыкальных предметов в Школе-студии МХАТ. В 1966—1972 годах заведовал музыкальной частью Московского драматического театра им. Н. В. Гоголя. В 1960-е годы писал академическую музыку. В начале 1970-х годов начал писать музыку для кино и эстрадные песни. На начало же 1970-х годов приходится пик признания Ильи Катаева как автора музыки для кино и эстрады: в 1970 году он написал музыку для фильма «У озера» режиссёра Сергея Герасимова, в 1972 году — к фильму «Любить человека» того же режиссёра и телесериалу «День за днём», песню из которого «Стою на полустаночке» исполнила в 1973 году на телевидении Валентина Толкунова. К 1976 году Илья Катаев прекратил свою деятельность в качестве композитора симфонической музыки. Музыку для кино писал до конца 1980-х годов (одна из известных работ — «Миллион в брачной корзине»). В середине 1990-х годов эмигрировал в США. Был ведущим музыкальных и развлекательных программ на русскоязычном радио «Альянс» (прежнее название — «Радио Надежда») в Нью-Йорке: «Антология еврейской музыки», «Разговор по душам», «Беседы о музыке», «Казино», «Пикейные жилеты».

## Семья
- Отец — Евгений Петров (1903—1942), советский писатель.
- Мать — Валентина Леонтьевна Грюнзайд (Катаева)[1] (1910—1991), дочь обрусевших немцев Леонтия Исидоровича и Татьяны Петровны Грюнзайд[источник не указан 1633 дня].
- Брат — Пётр Евгеньевич Катаев (1930—1986), советский кинооператор.
- Дядя — Валентин Петрович Катаев (1897—1986), советский писатель.
- Двоюродный брат — Павел Валентинович Катаев (1938—2019), советский и российский писатель.
- Жена — Татьяна Катаева (Распутина) (1943—2003), советская актриса.